# Agylla delicia
Agylla delicia là một loài bướm đêm thuộc phân họ Arctiinae, họ Erebidae.